# Mein Freund der Scheich
Mein Freund der Scheich ist ein schwedischer Kinderfilm aus dem Jahr 1997. Der Film des Regisseurs Clas Lindberg entstand nach einem Drehbuch von Ulf Stark.
Es gibt daneben noch eine deutsche Komödie mit dem Titel Mein Freund, der Scheich des Regisseurs Rainer Erler aus dem Jahr 1981.

## Handlung

### Thematik
Ulf lebt in einer Kleinstadt in den 50er-Jahren. Er verlebt dort ein ganz normales Jungenleben, bis etwas Außergewöhnliches passiert. Ein Scheich besucht die Familie. Sein Vater hatte mit diesem über Funk Kontakt aufgenommen. Ulf freut sich auf diesen Besuch. Währenddessen gerät in Ulfs Leben einiges durcheinander. Sein bester Freund muss umziehen, und auch seine heimliche Liebschaft hat einen anderen Freund. Als dann noch der Scheich seinen Besuch absagt, muss Ulf die Initiative ergreifen, um die Situation zu retten.

### Einleitung
Der zwölfjährige Ulf lebt mit seinen Eltern und seinem älteren Bruder in den 50er-Jahren in einem Vorort von Stockholm. Ulfs Vater ist Funkamateur und versucht Kontakt zu einem Scheich zu bekommen. Ulfs bester Freund ist Percy. Zusammen mit weiteren Kumpeln verbringen sie zusammen ihre Freizeit, und träumen dabei von Mädchen. Ulf mag Marianne sehr gerne. Doch traut er sich nicht, sie anzusprechen. Der einzige der den Frieden in dem kleinen Ort stört ist Lasse, ein älterer Junge der gerne Schwächere verhaut.

### Hauptteil
Ulf möchte es sich nicht mehr gefallen lassen, dass sie immer die Opfer von Lasse sind. Da entdeckt er ein Buch über Hypnose. Und tatsächlich ist Lasse verwirrt, als er Ulf seine angelesenen Hypnosefähigkeiten an ihm getestet hat. Danach geht er den Jungen lieber aus dem Weg. Bestärkt von seinen neuen Fähigkeiten, spricht Ulf Marianne an und hypnotisiert sie, damit sie ihn küsst, was sie auch tatsächlich tut. Auch Ulfs Vater kann Ulf helfen. Da es diesem noch nicht gelungen war, mit dem Scheich Kontakt aufzunehmen, schickt Ulf eine hypnotische Botschaft über Funk. Und so antwortet am nächsten Tag der Scheich und will auf seinem nächsten Schwedenbesuch, bei dem er den König trifft, auch bei Ulfs Vater vorbeisehen.
Ulf denkt nun, dass er alles erreichen kann. Und so hypnotisiert er seinen Vater, damit dieser ihm einen Hund kauft. Doch dieser denkt nicht daran, dies zu tun. Und auch ein weiterer Hypnoseversuch bei Marianne schlägt fehl. Sie soll sich in ihn verlieben, doch diese taucht mit einem anderen Jungen auf. Und dann sagt auch noch der Scheich den Besuch ab. Zudem hat auch Lasse gemerkt, dass Ulf gar nicht wirklich hypnotisieren kann. Aber die schlimmste Nachricht kommt von seinem besten Freund Percy. Sein Vater verkauft Jalousien, doch seine Geschäfte gehen schlecht. Daher muss die Familie umziehen.
Nachdem Ulf seine Situation überdacht hat, wird ihm klar, dass er Initiative ergreifen muss. Von seinem älteren Bruder lernt er Selbstverteidigung. Dass bestärkt ihn Mut zu zeigen, gegen Lasse. Und auch seinem Vater will Ulf helfen. Er fährt nach Stockholm, und es gelingt ihm in die Nähe des Scheichs zu kommen. Zwar wird er von Leibwächtern aufgehalten, doch der Scheich wurde auf ihn aufmerksam, und verspricht den Besuch doch zu machen.
Und tatsächlich hält der Scheich sein Versprechen, und die Familie erlebt einen aufregenden Nachmittag mit dem Scheich. Und auch dem Scheich gefällt der Besuch in einer bürgerlichen Familie. Deswegen möchte der Scheich Ulf einen Wunsch erfüllen. Zuerst denkt Ulf daran, sich einen Hund zu wünschen, doch dann weiß er, dass sein Freund Percy wichtiger ist. Daher möchte er, dass der Scheich auch seinen Freund besucht.

### Schluss
Percy freut sich sehr über den Besuch des Scheichs, und so verringert sich sein Abschiedsschmerz. In der Wohnung von Percys Eltern wird der Scheich auf die Jalousien von Percys Vater aufmerksam. Da Percy geschickt im Verhandeln ist, gelingt es ihm mit dem Scheich einen Vertrag auszuhandeln. Dank des lukrativen Vertrages muss die Familie nun nicht mehr umziehen. Am Ende versöhnt sich Ulf auch wieder mit Marianne, so dass seine Welt wieder in Ordnung ist.

## Analyse

### Aufbau
Zunächst wird in klassischer Erzählweise die Hauptperson Ulf und seine Lebensumgebung vorgestellt. Alle wichtigen Personen tauchen kurz auf. Die Welt von Ulf besteht aus einer beschaulichen Kleinstadt der 50er-Jahre. Die Leute leben dort noch weitgehend abgeschieden von fremden Einflüssen. Doch die Zeit ist geprägt vom Beginn von technischen und kulturellen Veränderungen. Doch noch wirken exotische Ausländer sehr befremdlich auf die Leute. Daher ist für sie der Besuch eines Scheichs ein außergewöhnliches Ereignis.

### Personen
Ulf ist ein 12-jähriger Junge auf der Schwelle zum Jugendlichen. Seine Welt ist überschaubar. Doch er sieht sich einer Reihe von Veränderungen gegenüber, denen er mit magischen Hypnosefähigkeiten zu begegnen sucht. Erst als er erkennt, dass man sich seinen Problemen real stellen muss, gelingt es ihm die Situation zu verbessern. Als er dann schließlich seine eigenen Wünsche zu Gunsten seines Freundes zurücksteckt, macht er einen entscheidenden Entwicklungsschritt durch.
Percy ist ein schüchterner Junge, der sein Potential noch nicht erkannt hat. In der Schule ist er zunächst sehr schlecht. Ulf hilft ihm Selbstvertrauen zu erlangen, und seine Stärken zu entdecken. Als Percy erkennt, dass er gut im Verkaufen ist, kann der diese Fähigkeit auch auf andere Bereiche übertragen.

## Zusatzinformationen
Der Scheich Talal ibn Abd al-Aziz aus diesem Film beruht auf einer realen Person. Dargestellt wir er von Camal Ben-Hamou. 
 Das Amateurfunkrufzeichen von Prinz Talal ist SU1VN/P.

### Auszeichnungen
Der Film Mein Freund der Scheich gewann 1997 einen Prix Europa in der Kategorie TV-Fiktion.